# Al otro lado
Al otro lado és una pel·lícula mexicana dramàtica estrenada el 2004 dirigida per Gustavo Loza. És el segon treball del director, que anteriorment va dirigir Atlético San Pancho. El film segueix la història de tres nois, un de Mèxic, Cuba, i Marroc, i la realitat de la immigració en les seves societats. La pel·lícula va guanyar tres premis al Festival de cinema latino-americà de Lleida el 2006, entre els quals el de millor pel·lícula i el de la audiènciua; Vanessa Bauche va guanyar el de millor actriu pel seu treball a Al Otro Lado per ser nominada al l'Oscar a la millor pel·lícula estrangera representant a Mèxic en la 78a edició dels Oscars, però no va ser seleccionada entre les cinc nominades.

## Argument
Al otro lado és una pel·lícula sobre la separació, la ruptura i l'esperança de retrobar. Es tracta de tres històries on la distància geogràfica i les fronteres polítiques impedeixen que les persones es puguin retrobar i estar juntes.

## Repartiment
És una pel·lícula que té un repartiment internacional, en gran manera a causa de la naturalesa de les històries que s'hi expliquen.
- Susana González, Caridad (Mare d'Àngel)
- Carmen Maura, Esperanza
- Héctor Suárez Oncle Guadalupe
- Vanessa Bauche Vicenta (La mare)
- Martha Higareda, Eréndira
- Naoufal Azzouz, Abdulatif, Pare de Fàtima
- Sanaa Alaoui Mare de Fátima
- Héctor Echemendía Avi d'Àngel
- Nuria Badih, Fàtima
- Jorge Milo, Ángel

## Premis
Va participar en la XII Mostra de Cinema Llatinoamericà de Lleida, on va guanyar el premi a la millor pel·lícula, el premi de l'audiència i el de la millor actriu (Vanessa Bauche). També va guanyar el premi Diosas de Plata a la millor fotografia del 2005 i el premi al millor director i a la millor pel·lícula del Festival de Cinema de Newport Beach.